# جشن جادوگران
جشن جادوگران (اسپانیایی:  El Aquelarre ) عنوان یکی از آثار هنرمند اسپانیایی فرانسیسکو گویا است که در سال ۱۷۹۸ آفریده شده است. این اثر امروزه در موزه لازارو گالدیانو در مادرید نگهداری می‌شود. هنرمند در این نقاشی یکی از مراسم جادوگران را که به عنوان سابات یا جشن جادوگران شناخته می‌شود را به تصویر کشیده است و بخشی از مجموعه‌ای است که از آنها با عنوان دون خوان و فرمانده هم یاد می‌شود.
این اثر در سال ۱۷۹۸ به همراه پنج نقاشی دیگر که به جادوگری مربوط می‌شدند، توسط  دوک و دوشس اوسونا  خریداری شد. این خرید بیشتر به دوشس نسبت داده می‌شود تا همسرش، اما مشخص نیست که آیا این آثار سفارش داده شده بودند یا پس از تکمیل خریداری شدند. در قرن بیستم، این نقاشی توسط سرمایه‌دار  خوزه لازارو گالدیانو  خریداری و پس از مرگ او به دولت اسپانیا اهدا شد.

## شرح اثر
جشن جادوگران شیطان را نشان می‌دهد که در میان گروهی از جادوگران جوان و پیر در فضایی بایر و مهتابی محاصره شده است. شیطان که به‌صورت بز تصویر شده است، دارای شاخ‌هایی بزرگ است و با تاجی از برگ‌های بلوط آراسته شده. در سمت راست، پیرزنی دیده می‌شود که نوزادی بسیار لاغر و در عین حال زنده را در دست دارد، در حالی که یک جادوگر جوان‌تر در کنار او نوزادی سالم‌تر را در دست دارد، که نشان می‌دهد هر دو نوزاد به سرنوشتی مشابه دچار خواهند شد. هرچند که در باورهای رایج آن زمان در اسپانیا گفته می‌شد که شیطان اغلب از کودکان و جنین‌های انسانی تغذیه می‌کند، اما در این نقاشی به نظر می‌رسد که او در حال انجام مراسمی مذهبی برای ورود کودکان به حلقه مریدانش است. جسد یک نوزاد در سمت چپ دیده می‌شود که به کناری انداخته شده، در حالی که پاهای نوزاد دیگری توسط جادوگری که به نظر می‌رسد جوان‌تر باشد، در پیش‌زمینه تصویر با زور به زمین نگه داشته شده است. تعداد بیشتری جادوگر، جوان و پیر، در پس‌زمینه دیده می‌شوند، و سه نوزاد مرده نیز از گردن به چوبی در سمت چپ آویزان شده‌اند.
مانند بسیاری از تصاویری که به جادوگری مربوط است، بسیاری از نمادهای استفاده شده در این نقاشی وارونه هستند. بز پای چپ خود را به سوی کودک دراز می‌کند، نه پای راست، و ماه در گوشه بالای سمت چپ رو به خارج از فضای نقاشی دارد. در میان زمینه بالا، تعدادی خفاش در حال پرواز در آسمان دیده می‌شوند که حرکت گله‌وار آن‌ها منحنی ماه هلالی را تکرار می‌کند.